# Andros Townsend
Andros Darryl Townsend (* 16. července 1991 Walthamstow) je anglický profesionální fotbalista, který hraje na pozici křídelníka za anglický klub Luton Town FC. Je také bývalým anglickým reprezentantem.

## Klubová kariéra

### Tottenham Hotspur
Townsend nastoupil do akademie Tottenhamu Hotspur v roce 2000 ve věku osmi let.

#### Mnohá hostování
V březnu 2009 odešel na hostování do konce sezóny do třetiligového Yeovil Townu, ve kterém debutoval 21. března v zápase proti Milton Keynes Dons. Svoji první profesionální branku vstřelil 18. dubna, a to do sítě Hartlepoolu při prohře 2:3. V průběhu sezóny odehrál 10 utkání, ve kterých vstřelil jediný gól.
V srpnu 2009 odešel na měsíční hostování do jiného třetiligového klubu, do Leytonu Orient. V klubu nakonec zůstal, po prodloužení hostování, až do konce prosince. Ve 26 zápasech za Orient se Townsend dvakrát střelecky prosadil; nejprve ve čtvrtém kole sezóny proti Yeovil Townu při remíze 3:3 a následně v devátém kole dal jedinou branku utkání proti Millwallu.
Dne 14. ledna 2010, aniž by odehrál jediné utkání v dresu Spurs, odešel Townsend na další hostování; tentokráte do Milton Keynes Dons, a to až do konce sezóny. V průběhu svého angažmá nastoupil do 9 utkání, ve kterých se dvakrát střelecky prosadil. Hostování bylo předčasně ukončeno po pouhých dvou měsících kvůli zranění.
Dne 12. srpna 2010 se Townsend připojil k druholigovému Ipswich Town na hostování do konce sezóny. Poté, co na konci kalendářního roku měl na svém kontě 13 odehraných ligových utkání, byl z hostování stáhnut, kvůli tomu, že hlavní trenér Spurs Harry Redknapp nebyl spokojen s jeho zápasovým vytížením.

#### Debut v Tottenhamu a další hostování
Dne 9. ledna 2011 Townsend debutoval v dresu Spurs ve třetím kole FA Cupu proti Charltonu Athletic; skóre zápasu, který skončil 3:0, otevřel Townsend v 49. minutě a další dvě branky poté přidal Jermain Defoe.
Dne 20. ledna 2011 odešel na hostování do konce sezóny do druholigového Watfordu; to ale bylo předčasně ukončeno, a to 23. února poté, co Townsend odehrál pouhá tři ligová utkání.
Dne 7. března se Townsend připojil do jiného klubu hrající EFL Championship, do Millwallu, na hostování do konce sezóny. V dubnu řekl, že rád v klubu zůstane i po skončení jeho hostování. V 11 zápasech skóroval dvakrát; 13. března při výhře 3:0 nad Burnley a 16. dubna při prohře 1:2 proti Coventry.

#### Evropské poháry a další hostování
V první polovině sezóny 2011/12 odehrál Townsend šest utkání v Evropské lize. Svůj první gól v soutěži vstřelil v posledním zápase základní skupiny, v utkání proti irskému Shamrocku Rovers; k výhře 4:0 přispěl i dalšími dvěma asistencemi. Dne 23. prosince prodloužil Townsend smlouvu v klubu až do konce sezóny 2016.
S jediným dalším utkání v Tottenhamu v Ligovém poháru na svém kontě, odešel Townsend 1. ledna 2012 na hostování do Leedsu United do konce sezóny, ale protože jeho agent tvrdil, že je v klubu nešťastný, přešel v únoru na hostování do Birminghamu City. Za Leeds odehrál celkem sedm utkání, ve kterých skóroval jedinkát, a to do sítě Doncasteru Rovers. Za Birmingham odehrál šestnáct ligových utkání, včetně jednoho v semifinále postupového play-off do Premier League. Townsend nastoupil do odvetného utkání proti Blackpoolu, které skončilo remízou 2:2. Po úvodní prohře 0:1 však Birmingham nepostoupil.

#### Debut v Premier League
Townsend zůstal v Tottenhamu v první polovině sezóny 2012/13, přičemž klub měl nyní nového manažera Andrého Villase-Boase, který v létě nahradil Redknappa. Townsend v Premier League debutoval 16. září 2012, a to když v 87. minutě utkání proti Readingu vystřídal Aarona Lennona. V sezóně nastoupil ještě do dalších čtyřech utkání v Premier League, dohromady však odehrál jen asi půlhodinu herního času.

#### Queens Park Rangers (hostování)
Dne 31. ledna 2013 odešel Townsend do Queens Park Rangers na hostování do konce sezóny, kde se znovu setkal s manažerem Redknappem. V klubu odehrál dvanáct zápasů, ve kterých vstřelil dva góly, nejprve pomohl k otočení zápasu proti Sunderlandu při výhře 3:1 a následně vyrovnávací branku při prohře 3:2 s Aston Villou. QPR skončili v sezóně na sestupové 20. pozici v Premier League, a Townsend se následně vrátil do svého mateřského klubu.

#### Usídlení v A-týmu
Townsend se objevil v základní sestavě druhého kola sezóny 2013/14 proti Swansea City a po vydařeném výkonu nastupoval pravidelně v průběhu celého podzimu. Dvakrát skóroval při vítězství 5:0 venku nad Dinamem Tbilisi v Evropské lize a svoji první ligovou branku v dresu Spurs dal 20. října při vítězství 2:0 proti Aston Ville. V průběhu sezóny odešel trenér Villas-Boas, kterého nahradil Tim Sherwood.
Sherwoodova smlouva byla ukončena na konci sezóny a Tottenham zahájil sezónu 2014/15 pod novým manažerem Mauriciem Pochettinem. Townsend odehrál v sezóně 35 utkání, vstřelil 5 gólů; v druhé polovině sezóny však ztratil místo v základní sestavě, ze které jej vyřadilo duo Érik Lamela–Nacer Chadli.
Dne 4. listopadu 2015 byl Townsend byl vyřazen z A-týmu poté, co se během tréninku dostal do hádky s kondičním trenérem Nathanem Gardinerem. Omluvil se a trenér Pochettino mu umožnil vrátit se, nicméně v dresu Spurs již neodehrál jediné utkání do svého odchodu v lednu 2016.

### Newcastle United

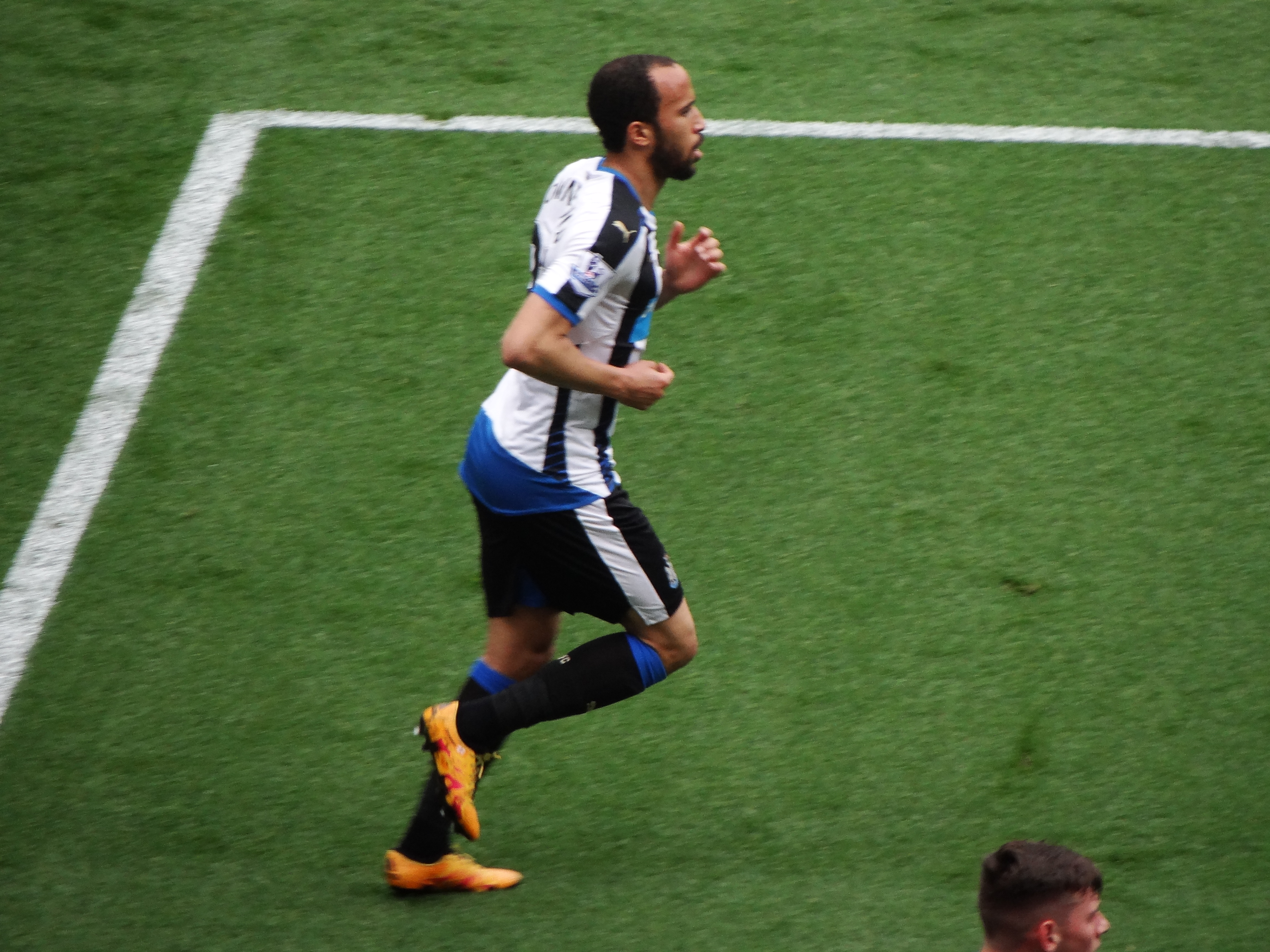
Townsend v dresu Newcastle United (2016)

Dne 26. ledna 2016 přestoupil Townsend do Newcastlu United za částku údajně okolo 12 milionů liber. V klubu podepsal smlouvu na pět a půl roku.
V klubu debutoval o týden později, když nastoupil do utkání proti Evertonu. Svoji první branku vstřelil při vysoké prohře 1:5 v utkání proti londýnské Chelsea. V průběhu zbytku sezóny se ještě třikrát dokázal střelecky prosadit: 9. dubna do sítě Southamptonu, 16. dubna v utkání proti Swansea a 30. dubna, když vstřelil jedinou branku utkání proti Crystal Palace. Klub skončil sezónu na 18. příčce, a tak sestoupil do EFL Championship.

### Crystal Palace

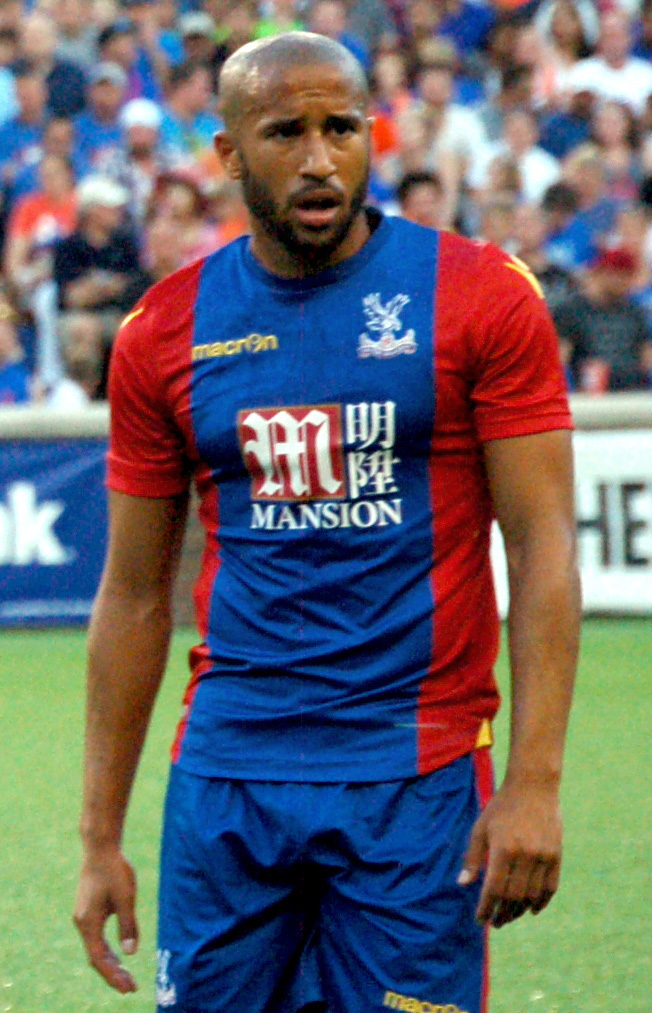
Townsend hrající za Crystal Palace (2016)

Dne 1. července 2016 se Townsend připojil ke Crystal Palace, poté co klub využil výkupní klausuli ve smlouvě, kterou měl Townsend podepsanou v Newcastle. Původně mu byl přidělen dres s číslem 17. Poté, co Yannick Bolasie odešel do Evertonu, byl Townsendovi přidělen dres s číslem 10, které dříve nosil právě Bolasie. Townsend v klubu debutoval 13. srpna 2016 při porážce 1:0 proti West Bromwichi Albion. Svůj první gól za klub vstřelil při vítězství 4:1 nad Stoke City 18. září téhož roku.
Dne 4. března 2017 uzavřel v 84. minutě skóre utkání proti West Bromwichi na konečných 2:0. Za tuto branku získal ocenění za nejkrásnější gól Premier League za měsíc březen.
Dne 22. prosince 2018 proměnil Townsend svoji dalekonosnou střelu z voleje při vítězství 3:2 proti Manchesteru City. Branka byla později zvolen gólem měsíce Premier League za prosinec a následně i gólem sezóny Premier League 2018/19. Díky této brance se také dostal na užší výběr pro Cenu Ference Puskáse. Na konci sezóny 2020/21 odešel Townsend z klubu jako volný hráč, poté, co mu vypršela smlouva. V dresu Eagles odehrál celkem 185 utkání, ve kterých se šestnáctkrát střelecky prosadil.

### Everton
Dne 20. července 2021 podepsal Townsend dvouletou smlouvu s Evertonem po vypršení smlouvy s Crystal Palace.
Townsend debutoval 14. srpna 2021 a asistoval na Richarlisonův gól při výhře 3:1 nad Southamptonem v prvním kole sezóny. 24. srpna 2021 vstřelil Townsend vítězný gól ve druhém kole EFL Cupu proti Huddersfield Townu. 13. září 2021 dal Townsend svůj první gól v Premier League v dresu Evertonu, v 65. minutě vstřelil vítěznou branku utkání, které skončilo vítězstvím 3:1.

## Reprezentační kariéra
Townsend byl poprvé povolán do anglické reprezentace v září 2013 na zápasy kvalifikace na Mistrovství světa proti Moldavsku a Ukrajině. Debutoval v zápase proti Černé Hoře 11. října ve věku 22 let a 87 dní. Při výhře 4:1 vstřelil třetí branku Angličanů v 78. minutě a následně byl zvolen hráčem zápasu.
Druhý reprezentační gól dal v kvalifikaci na Euro 2016 při vítězství 5:0 nad San Marinem 9. října 2014. V dalším zápase se opět střelecky prosadil, když 31. března 2015 vstřelil vyrovnávací gól přátelského utkání proti Itálii.

## Osobní život
V červnu 2013 dostal Townsend čtyřměsíční zákaz činnosti za porušení pravidel o sázení. Podle agentury Reuters musel zaplatit pokutu 18 tisíc liber (asi 544 tisíc korun). Fotbalová asociace jej potrestala zpětně k 23. květnu, kdy se kvůli obvinění dobrovolně vzdal nominace na Mistrovství Evropy do 21 let v Izraeli. Poslední tři měsíce trestu byly navíc do 1. června 2016 podmínečné, takže Townsend nepřišel o začátek nového ročníku. Vedení anglického fotbalu nezveřejnilo, čím konkrétně se Townsend provinil. Pouze uvedlo, že porušil pravidlo, podle nějž hráči nesmí využívat k sázení ani předávat jiným osobám informace, které získali díky postavení ve fotbale.

## Statistiky

### Klubové
K 2. říjnu 2021
| Klub                    | Sezóna  | Liga           | Liga   | Liga | FA Cup | FA Cup | EFL Cup | EFL Cup | Evropské poháry | Evropské poháry | Celkem | Celkem |
| Klub                    | Sezóna  | Liga           | Zápasy | Góly | Zápasy | Góly   | Zápasy  | Góly    | Zápasy          | Góly            | Zápasy | Góly   |
| ----------------------- | ------- | -------------- | ------ | ---- | ------ | ------ | ------- | ------- | --------------- | --------------- | ------ | ------ |
| Tottenham Hotspur       | 2008/09 | Premier League | 0      | 0    | 0      | 0      | 0       | 0       | 0               | 0               | 0      | 0      |
| Tottenham Hotspur       | 2009/10 | Premier League | 0      | 0    | 0      | 0      | —       | —       | —               | —               | 0      | 0      |
| Tottenham Hotspur       | 2010/11 | Premier League | 0      | 0    | 1      | 1      | —       | —       | —               | —               | 1      | 1      |
| Tottenham Hotspur       | 2011/12 | Premier League | 0      | 0    | —      | —      | 1       | 0       | 6               | 1               | 7      | 1      |
| Tottenham Hotspur       | 2012/13 | Premier League | 5      | 0    | 1      | 0      | 1       | 1       | 3               | 0               | 10     | 1      |
| Tottenham Hotspur       | 2013/14 | Premier League | 25     | 1    | 0      | 0      | 1       | 0       | 7               | 1               | 33     | 2      |
| Tottenham Hotspur       | 2014/15 | Premier League | 17     | 2    | 3      | 1      | 6       | 1       | 9               | 2               | 35     | 6      |
| Tottenham Hotspur       | 2015/16 | Premier League | 3      | 0    | 0      | 0      | 1       | 0       | 3               | 0               | 7      | 0      |
| Tottenham Hotspur       | Celkem  | Celkem         | 50     | 3    | 5      | 2      | 10      | 2       | 28              | 4               | 93     | 11     |
| Yeovil Town (host.)     | 2008/09 | League One     | 10     | 1    | —      | —      | —       | —       | —               | —               | 10     | 1      |
| Leyton Orient (host.)   | 2009/10 | League One     | 22     | 2    | 0      | 0      | 2       | 0       | —               | —               | 26     | 2      |
| MK Dons (host.)         | 2009/10 | League One     | 9      | 2    | —      | —      | —       | —       | —               | —               | 9      | 2      |
| Ipswich Town (host.)    | 2010/11 | Championship   | 13     | 1    | —      | —      | 3       | 0       | —               | —               | 16     | 1      |
| Watford (host.)         | 2010/11 | Championship   | 3      | 0    | —      | —      | —       | —       | —               | —               | 3      | 0      |
| Millwall (host.)        | 2010/11 | Championship   | 11     | 2    | —      | —      | —       | —       | —               | —               | 11     | 2      |
| Leeds United (host.)    | 2011/12 | Championship   | 6      | 1    | 1      | 0      | —       | —       | —               | —               | 7      | 1      |
| Birmingham City (host.) | 2011/12 | Championship   | 16     | 0    | —      | —      | —       | —       | —               | —               | 16     | 0      |
| QPR (host.)             | 2012/13 | Premier League | 12     | 2    | —      | —      | —       | —       | —               | —               | 12     | 2      |
| Newcastle United        | 2015/16 | Premier League | 13     | 4    | —      | —      | —       | —       | —               | —               | 13     | 4      |
| Crystal Palace          | 2016/17 | Premier League | 36     | 3    | 3      | 0      | 1       | 0       | —               | —               | 40     | 3      |
| Crystal Palace          | 2017/18 | Premier League | 36     | 2    | 1      | 0      | 2       | 0       | —               | —               | 39     | 2      |
| Crystal Palace          | 2018/19 | Premier League | 38     | 6    | 4      | 1      | 3       | 2       | —               | —               | 45     | 9      |
| Crystal Palace          | 2019/20 | Premier League | 24     | 1    | 0      | 0      | 1       | 0       | —               | —               | 25     | 1      |
| Crystal Palace          | 2020/21 | Premier League | 34     | 1    | 1      | 0      | 1       | 0       | —               | —               | 36     | 1      |
| Crystal Palace          | Celkem  | Celkem         | 168    | 13   | 9      | 1      | 8       | 2       | —               | —               | 185    | 16     |
| Everton                 | 2021/22 | Premier League | 7      | 3    | 0      | 0      | 2       | 2       | —               | —               | 9      | 5      |
| Celkem                  | Celkem  | Celkem         | 340    | 34   | 15     | 3      | 25      | 6       | 28              | 4               | 410    | 47     |

### Reprezentační
| Anglie | Anglie | Anglie |
| Rok    | Zápasy | Góly   |
| ------ | ------ | ------ |
| 2013   | 4      | 1      |
| 2014   | 2      | 1      |
| 2015   | 4      | 1      |
| 2016   | 3      | 0      |
| Celkem | 13     | 3      |

#### Reprezentační góly
Skóre a výsledky Anglie jsou vždy zapisovány jako první
| Gól | Datum           | Místo                           | Soupeř     | Skóre | Výsledek | Soutěž                                 |
| --- | --------------- | ------------------------------- | ---------- | ----- | -------- | -------------------------------------- |
| 1.  | 11. října 2013  | Wembley, Londýn, Anglie         | Černá Hora | 3:1   | 4:1      | Kvalifikace na Mistrovství světa 2014  |
| 2.  | 9. října 2014   | Wembley, Londýn, Anglie         | San Marino | 4:0   | 5:0      | Kvalifikace na Mistrovství Evropy 2016 |
| 3.  | 31. března 2015 | Juventus Stadium, Turín, Itálie | Itálie     | 1:1   | 1:1      | Přátelský zápas                        |

## Ocenění

### Individuální
- Gól měsíce Premier League: březen 2017,[58] prosinec 2018[60]
- Gól sezóny Premier League: 2018/19[74]